# Coquitlam
Coquitlam – miasto w Kanadzie, w prowincji Kolumbia Brytyjska, w dystrykcie regionalnym Greater Vancouver.
Liczba mieszkańców Coquitlam wynosi 139,284. Język angielski jest językiem ojczystym dla 57,9% mieszkańców, francuski – dla 1,5% (2006).

## Miasta partnerskie
- Laizhou, Chińska Republika Ludowa
- Ormoc, Filipiny
- Paju, Korea Południowa